# Peter Kapitein
Peter Kapitein (2 juni 1960) is een Nederlandse fondsenwerver. Hij is de initiatiefnemer van Stichting Alp 'd HuZes en Inspire2Life. Met deze organisaties zamelt hij geld in om onderzoek te doen naar de genezing van kanker.

## Levensloop
Kapitein groeide op in Anna Paulowna. Na het vwo te hebben gehaald studeerde hij aan de Bibliotheekacademie in Amsterdam. In 1985 begon Kapitein als IT-beheerder en basis-administrateur bij De Nederlandsche Bank. Hij was onder andere verantwoordelijk voor de coördinatie van voorbereidingen voor de millenniumovergang. In 1998 maakte hij de overstap naar CMG. In datzelfde jaar rondde hij een universitaire opleiding Informatiewetenschappen af. CMG werd in 2003 opgekocht door de Logica en Kapitein ging leiding geven aan een team van 70 systeemontwikkelaars.
Bij Kapitein werd in 2005 lymfeklierkanker geconstateerd. Aanvankelijk verliep zijn genezing voorspoedig, maar in oktober 2007 kwam de kanker terug. Hij deed mee aan een experimentele behandeling en onderging 8 immunotherapieën, maar deze hadden geen effect. Op 3 september 2008 onderging hij een beenmergtransplantatie, die wel aansloeg.
In 2006 keerde Kapitein terug naar De Nederlandsche Bank. In datzelfde jaar reed hij zes maal de Alpe d'Huez op. Hij liet zich daarvoor sponsoren en haalde 350.000 euro op. Uit zijn initiatief kwam het project Alpe d'HuZes voort. Jaarlijks fietsen honderden mensen tegen de Franse Alp op en halen daarmee geld op voor onderzoek tegen kanker. In 2012 haalde het project 32.5 miljoen euro op.
Bij de conferentie Understanding Life! in 2011 bracht Kapitein tachtig topwetenschappers, waaronder verschillende Nobelprijswinnaars, bij elkaar. Zij bogen zich over de vraag of het mogelijk was om binnen tien jaar kanker van een dodelijke tot een chronische ziekte te maken. De Vrije Universiteit reikte in oktober 2012 een eredoctoraat uit aan Kapitein. In 2016 verscheen het boek Hoe heeft het zover kunnen komen? van zijn hand. Daarin stelde  Kapitein dat er in de praktijk veel betere zorg kan worden aangeboden aan kankerpatiënten dan daadwerkelijk gebeurd.

## Publicaties
- Ik heb kanker. Uithoorn: Karakter Uitgevers, januari 2011. ISBN 9789061129295
- Hoe heeft het zover kunnen komen?: Een frisse blik op de gezondheidszorg. Hilversum: Uitgeverij Water, oktober 2016. ISBN 9789492495068